# Else Lasker-Schüler
Else Lasker-Schüler (n. 11 februarie 1869 - d. 22 ianuarie 1945) a fost o scriitoare germană de etnie ebraică, reprezentantă a expresionismului.
În 1913 s-a stabilit în Ierusalim.
Poezia sa se caracterizează prin senzualitate și exotism și redă, prin motive și ritmuri biblice, atmosfera unui Orient mitic și vizionar.
Dramaturgia sa are o dimensiune socială cu elemente naturaliste și expresioniste.

## Scrieri
- 1902: Styx
- 1909: Familia Wupper ("Die Wupper")
- 1911: Minunea mea ("Meine Wunder")
- 1912: Inima mea ("Mein Herz")
- 1913: Balade ebraice ("Hebräische Balladen")
- 1920: Cupola ("Die Kuppel")
- 1943: Pianul meu albastru ("Mein blaues Klavier").

## Traduceri în limba română
- Else Lasker-Schüler - Pianul meu albastru, Poezii, În traducerea lui Christian W. Schenk ISBN 9783756836048, Prima ediție, Dionysos 2022 Boppard pe Rhein.

## Vezi și
- Listă de dramaturgi de limbă germană